# Radiación Lilienfeld
Radiación Lilienfeld, que lleva el nombre de Julius Edgar Lilienfeld, es la radiación electromagnética producida cuándo los electrones golpean una superficie de metal.
Se cree que el efecto efecto Smith–Purcell es una variante de la radiación Lilienfeld.
La radiación Lilienfeld se muestra como radiación de Transición por Vitaly Ginzburg y Ilya Frank en 1945